# Atenció sociosanitària
L'atenció sociosanitària va adreçada a pacients a més de la patología, tenen un problema social afegit. Inclouen bàsicament els grups següents: persones grans, malalts crònics amb dependència i pacients en situació terminal.
L'atenció sociosanitària, s'adreça també als malalts amb demència, les cures pal·liatives i l'atenció a les persones amb malaltia crònica evolutiva i tendent a la discapacitat. En definitiva, és un categória d'assistència adreçat a les persones dependents, no autosuficients a nivell funcional i que requereixen un ajut, vigilància o cura especial.
A Catalunya, el Servei Català de la Salut garanteix l'atenció sociosanitària pública a través dels centres sociosanitaris que inclouen diversos recursos d'internament destinats a persones que necessiten una atenció de tipus geriàtrica o psicogeriàtrica. Alhora promou el desenvolupament de programes d'atenció sanitària a la gent gran que siguin flexibles, que s'adaptin a les necessitats de la persona i del seu entorn. L'objectiu és la permanència de les persones grans al seu domicili amb la millor qualitat de vida i autonomia possible.